# بني شبانة
بني شبانة باللغة الامازيغية: It Cbana هي بلدية تابعة لدائرة بني ورتيلان ولاية سطيف وتبعد عن مقر الولاية بحوالي 95 كلم وتشتهر بالعلامة شيخ أرزقي كتابة مناضل في جمعية العلماء المسلمين كما تعرف أيضا بمساحاتها الخضراء ومناضرها الخلابة وتعتبر بلدية بني شبانة في حقبة الاستعمار ثاني بلدية على مستوى الوطني حجما وسكانا إذ انها كانت تضم كل من بلدية بني موحلي وبلدية بني معوش وبلدية بوسلام أي من الحدود الشرقية لولاية بجاية إلى الحدود الشرقية لدائرة بوعنداس، وهي تنحدر من اصل أمازيغي كل سكانها يتكلمون باللغة الأمازيغية.

## اَلموقع الجغرفي
تقع بلدية بني شبانة في الشمال الغربي لولاية سطيف تبعد عن مقر الولاية بحوالي 95 كلم على حدود ولاية بجاية، ويعبر منها الطرق الوطني رقم 74 والطريق ألولائي رقم 04.

## إداريا
أنشئت بلدية بني شبانة في 07 جانفي 1957 مع كل من بلديات بني معوش وأيت عجيسية وبني موحلي بموجب القرار 12جانفي 1957 بعد حل بلدية حمام قرقور المختلطة، وبموجب القرار الولائي رقم 63/613 في 27 ماي 1963 تم حل بلديات (بني شبانة، بني معوش، أيت عجيسية وبني موحلي) لتجتمع في بلدية واحدة وهي بلدية بني شبانة ومقرها ثارفت وفي عام 1974 تم إنشاء ولاية بجاية فألحقت بها بلدية بني شبانة وبعد مرور 10 سنوات تم إعادة إلحاقها بولاية سطيف مع تقسيهها إلي بلديات بني شبانة، بني معوش، بني موحلي وإنشاء دائرة بني ورتيلان التي تضم أربع بلديات وهي : بني شبانة، بني ورتيلان، عين لقراج وبني موحلي.

## الموقع
تقع البلدية في منطقة جبلية يبلغ متوسط ارتفاعها حوالي 800 متر، وتتميز بمناخ حار وجاف صيفا وبارد في شتاء مع وجود الأمطار وثلوج موسمية حيث يبلغ معدل السنوي للامطار حوالي 900 مليمتر.
والتي تتربع على مساحة تقدر بحوالي 73 كلم2. ويتراوح سكانها بحوالي 12976 نسمة حسب إحصائائيات 2008 أما اليوم فيقدر بحوالي 18 ألف نسمة بمعدل 246 نسمة في الكيلومتر الواحد ويتمركزون في عدة تجمعات وقرى أهمها:
أحذيذ/
ثارفت/
أورير/
ثارفت/
ثوريرث
ملوولن/
إغيل علي/
ألميسان/
لاربعا/
ثوريرث إعرسين/
إتيليلتن/
لخميس/
تعرقوبث/
إيث شيبة/
أفروخ/
```
ارزورمان/
```

ويحد بلدية بني شبانة كل من:
- من الشمال: بلدية بني موحلي (ولاية سطيف) وبلدية بني معوش (ولاية بجاية)
- من الجنوب: بلدية بني ورتيلان (ولاية سطيف) وعين لقراج (ولاية سطيف)
- من الشرق: بلدية ذراع قبيلة وبلدية بوسلام (ولاية سطيف)
- من الغرب: بلدية بني ورتيلان.

## الفلاحة
تتميز بالزراعة الشجار الزيتون والتين وبعض الأشجار المثمرة وبعض الخضر والفواكه الموسمية.